# Victorieuse (cuirassé)
Pour les autres navires du même nom, voir Victorieux (navire).
La Victorieuse est un cuirassé à coque en fer de la classe La Galissonnière à batterie centrale et barbettes ayant été en service dans la Marine française. Lancé en 1875, le navire entre en service en 1877 ; il est retiré du service en 1900.